# Перфекат
Перфекат (од лат.  — „свршен”) или прошло време је сложен и личан глаголски облик који означава радњу, стање или збивање које се потпуно десило у прошлости, или је започело у прошлости. Перфекат је присутан у великом броју језика (нпр. шпански, енглески, латински, јужнословенски језици). Често има следећи аналитички облик: модални-помоћни глагол (бити/имати) + глаголски придев (нпр. шп. ha venido, староруски пришьлъ есть).

## Историјски развој
Перфекат у српском језику има дугу историју развоја која сеже до прасловенског периода. У старословенском језику перфекат је имао ограничену употребу и означавао је резултативно стање које је последица претходне радње.
Током развоја српског језика, перфекат је постепено проширивао своју употребу на рачун других прошлих времена, посебно аориста и имперфеката. Овај процес је кулминирао у 20. веку када је перфекат постао доминантно прошло време у стандардном српском језику.

## Перфекат у српском језику
У српском језику перфекат је од 1945. године најупотребљаваније прошло време, и сам назив прошло време се користи као синоним за перфекат. Перфекат се у српском језику гради од несвршеног облика презента глагола „јесам" и радног глаголског придева: радио сам, тј. ја сам радио.
У српском, перфекат се може градити и од свршених и од несвршених глагола, те у савременом језику замењује аорист, имперфекат и плусквамперфекат. Од перфекта помоћног глагола бити се гради плусквамперфекат.

### Творба перфекта
Перфекат се твори од два дела:
1. Помоћни глагол - презент глагола „јесам" (сам, си, је, смо, сте, су)
2. Радни глаголски придев - који се слаже са субјектом у роду и броју

Радни глаголски придев се твори од инфинитивне основе глагола додавањем наставака:
- Мушки род: -о (радио, певао, носио)
- Женски род: -ла (радила, певала, носила)
- Средњи род: -ло (радило, певало, носило)

### Ред речи
У српском језику постоје две могућности за ред речи у перфекту:
- Енклитички ред: радио сам, певала си, дошао је
- Проклитички ред: ја сам радио, ти си певала, он је дошао

Енклитички ред је чешћи у неутралном говору, док се проклитички ред користи за наглашавање субјекта.

## Семантичке вредности
Перфекат у српском језику има више семантичких функција:

### Резултативни перфекат
Означава стање које је резултат претходне радње:
- Отворио сам прозор (прозор је сада отворен)
- Написала је писмо (писмо је написано)

### Егзистенцијални перфекат
Означава искуство које је субјект стекао током живота, без прецизирања када се то догодило:
- Био сам у Паризу (имам то искуство)
- Читао сам ту књигу (познајем њен садржај)
- Јео сам кинеску храну (знам какав је укус)

Овај тип перфекта наглашава чињеницу да се нешто десило, а не време када се то догодило.

### Перфекат недавне прошлости
Означава радње које су се десиле у блиској прошлости:
- Управо сам стигао
- Малочас је отишла

## Примери и употреба
Перфекат глагола „радити" и „певати" за све родове:
| Лице | Једнина                                                             | Множина                                                                 |
| ---- | ------------------------------------------------------------------- | ----------------------------------------------------------------------- |
| 1.   | Ја сам радио/радила/радило Ја сам певао/певала/певало               | Ми смо радили/радиле/радила Ми смо певали/певале/певала                 |
| 2.   | Ти си радио/радила/радило Ти си певао/певала/певало                 | Ви сте радили/радиле/радила Ви сте певали/певале/певала                 |
| 3.   | Он/она/оно је радио/радила/радило Он/она/оно је певао/певала/певало | Они/оне/она су радили/радиле/радила Они/оне/она су певали/певале/певала |

### Негација
Негација перфекта се врши помоћу негативних облика помоћног глагола:
- Нисам радио (уместо не сам радио)
- Није дошла (уместо не је дошла)
- Нису певали (уместо не су певали)

## Перфекат у другим језицима

### Романски језици
У романским језицима перфекат има различите облике и функције. У француском језику passé composé се гради са помоћним глаголима avoir или être и партиципом прошлим.

### Германски језици
У енглеском језику перфекат (present perfect) се гради са помоћним глаголом have и партиципом прошлим: I have worked, She has come.

### Словенски језици
У другим словенским језицима перфекат има различит степен развоја. У руском језику перфекат је нестао, док се у бугарском и македонском задржао као важно прошло време.

## Стилистичка употреба
У савременој српској књижевности перфекат се користи као основно приповедачко време. Многи писци користе перфекат за стварање ефекта непосредности и блискости са читаоцем.